# Maarten van Heemskerck
Maerten van Heemskerck ou Maarten Jacobszoon Heemskerk van Veen (em holandês: Marten Jacobsz Heemskerk van Veen) (Heemskerk, 1498 — Haarlem, 1574) foi um retratista holandês e pintor religioso que passou a maior parte de sua carreira em Haarlem. Ele foi aluno de Jan van Scorel e adotou o estilo de influência italiana de seu professor. Ele passou os anos de 1532–6 na Itália. Ele produziu muitos desenhos para gravadores e é especialmente conhecido por suas representações das Maravilhas do Mundo.

## Biografia

### Juventude

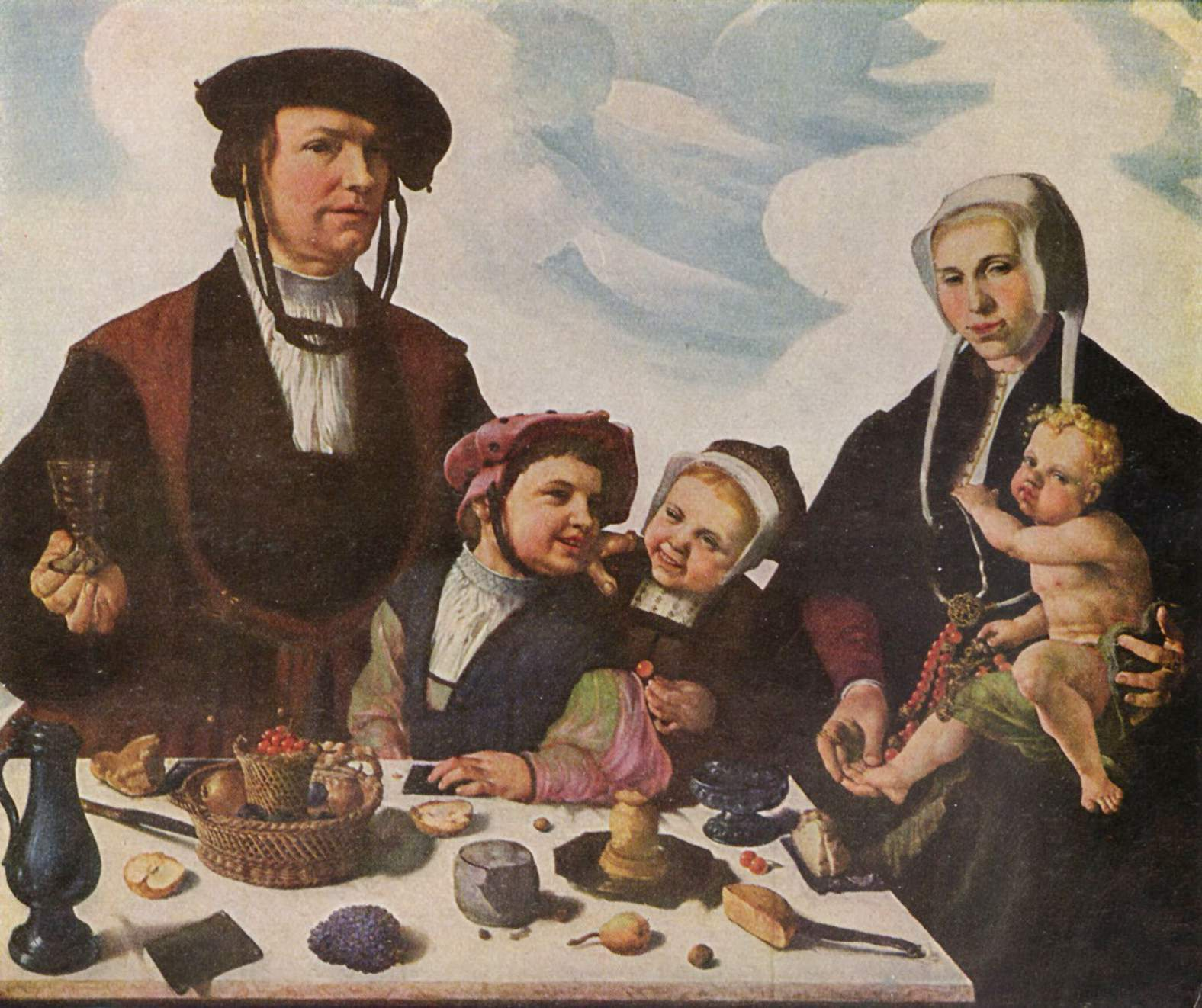
Família de Pieter Jan Foppesz ; pintado antes de Heemskerck partir para a Itália em 1532

Heemskerck nasceu na aldeia de Heemskerk, Holanda do Norte, a meio caminho entre Alkmaar e Haarlem. Ele era filho de um fazendeiro chamado Jacob Willemsz. van Veen. De acordo com sua biografia de Karel van Mander, ele começou seu treinamento artístico com o pintor Cornelius Willemsz em Haarlem, mas foi chamado de volta a Heemskerk por seu pai para trabalhar na fazenda da família. No entanto, tendo planejado uma discussão com seu pai, ele partiu novamente, desta vez para Delft, onde estudou com Jan Lucasz, antes de seguir para Haarlem, onde se tornou aluno de Jan van Scorel, aprendendo a pintar no italiano inovador de seu professor. estilo influenciado.
Heemskerck então foi se hospedar na casa do rico cura de Sint-Bavokerk, Pieter Jan Foppesz (cujo nome van Mander escreve como Pieter Ian Fopsen). Eles se conheciam porque Foppesz possuía terras em Heemskerk. O artista o pintou em um retrato de família agora famoso, considerado o primeiro de seu tipo em uma longa linha de pinturas de família holandesas. Seus outros trabalhos para Foppesz incluíram duas figuras em tamanho real simbolizando o Sol e a Lua em uma cabeceira da cama, e uma foto de Adão e Eva "um pouco menor, mas (diz-se) depois de modelos vivos". Sua próxima casa foi na casa de um ourives, Justus Cornelisz, nos arredores de Haarlem.
Antes de partir para a Itália em um Grande Tour em 1532, Heemskerck pintou uma cena de São Lucas pintando a Virgem para o altar de São Lucas no Bavokerk. Uma inscrição, incorporada a um rótulo trompe-l'oeil na pintura começa "Esta imagem é uma lembrança de seu pintor, Marten Heemskerck; ele dedicou aqui seus trabalhos a São Lucas como uma prova de respeito aos seus associados em sua profissão, do qual aquele santo é patrono".

### Itália
Ele viajou por todo o norte e centro da Itália, parando em Roma, onde recebeu cartas de apresentação de van Scorel ao influente cardeal holandês William of Enckenvoirt.
É evidente a facilidade com que adquiriu a rápida execução de um pintor de cena que foi selecionado para colaborar com Antonio da Sangallo, o Jovem, Battista Franco e Francesco de' Rossi (Il Salviati) na redecoração da Porta San Sebastiano em Roma como um arco triunfal (5 de abril de 1536) em honra de Charles V. Giorgio Vasari, que viu as peças de batalha que Heemskerk então produziu, disse que elas eram bem compostas e executadas com ousadia.
Em Roma, onde fez vários desenhos de escultura e arquitetura clássicas, muitos dos quais sobrevivem em dois cadernos de desenho agora no Kupferstichkabinett Berlin. Ele deveria usá-los como fonte de material ao longo do resto de sua carreira. Entre estes estão o Capitoline Brutus, sendo van Heemskerck o primeiro artista conhecido a fazer um esboço deste busto agora famoso.

### Carreira posterior
Em seu retorno à Holanda em 1536, ele se estabeleceu em Haarlem, onde se tornou presidente da Guilda de São Lucas de Haarlem (em 1540), casou-se duas vezes (sua primeira esposa e filho morreram durante o parto), e garantiu um prática grande e lucrativa.
A alteração em seu estilo, provocada por sua experiência na Itália, não foi universalmente admirada. De acordo com van Mander, "na opinião de alguns dos melhores juízes ele não havia melhorado, exceto em um particular, que seu esboço era mais gracioso do que antes".
Ele pintou grandes retábulos para seu amigo, o art maecenas e mais tarde mártir católico da Reforma Protestante, Cornelis Muys (também conhecido como Musius ). Muys retornou de um período na França para a Holanda em 1538 e tornou-se prior do claustro de Santa Ágata em Delft (mais tarde tornou-se Prinsenhof ). Este trabalho lucrativo e de alto perfil em Delft rendeu a Heemskerck uma encomenda de um retábulo em Nieuwe Kerk (Delft) para sua Guilda de São Lucas. Em 1553 ele se tornou coadjutor de Sint-Bavokerk, onde serviu por 22 anos (até a reforma protestante) Em 1572 ele deixou Haarlem e foi para Amsterdã, para evitar o cerco de Haarlem que os espanhóis colocaram no local.

## Gravações
Ele foi um dos primeiros artistas holandeses a fazer desenhos especificamente para reprodução por gravadores comerciais. Ele empregou uma técnica que incorpora hachura cruzada e pontilhado, com o objetivo de auxiliar o gravador.

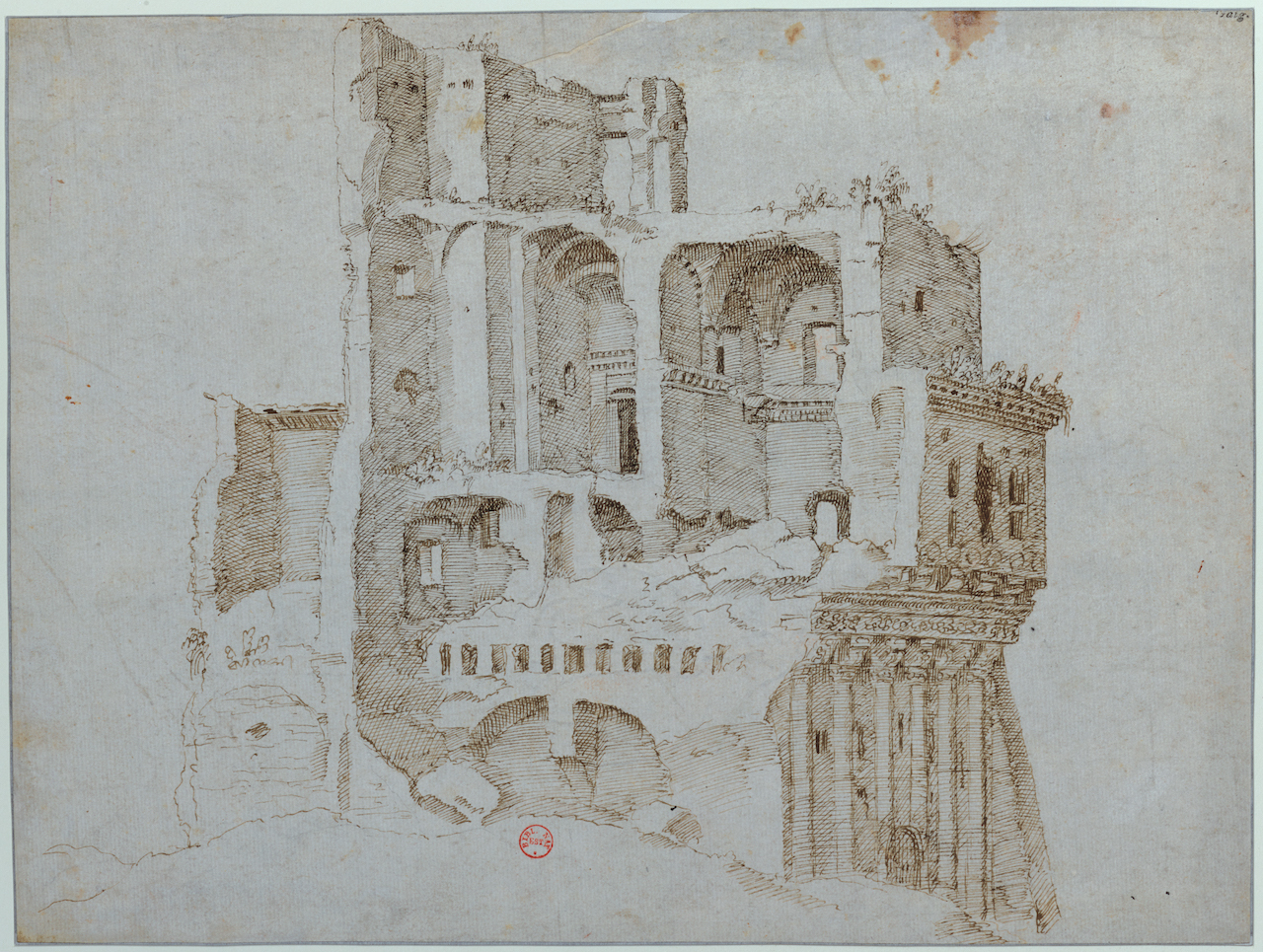
Maarten van Heemskerck, "Les ruines de la Casa dei Crescenzi"

### Maravilhas do mundo
Heemskerck produziu desenhos para um conjunto de gravuras, mostrando oito, em vez das sete maravilhas usuais do mundo antigo. Seu acréscimo à lista convencional foi o Coliseu de Roma, que, ao contrário dos outros, mostrou em ruínas, como era em sua época, com o acréscimo especulativo de uma estátua gigante de Júpiter no centro. Eles foram gravados por Philip Galle e publicados em 1572.

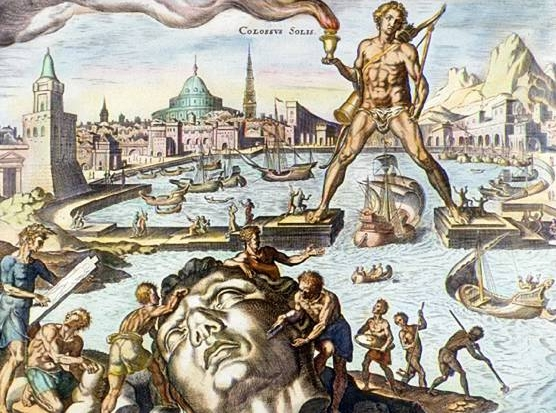
Colosso de Rodes, imaginado em uma gravura do século XVI por Martin Heemskerck Martin Heemskerck
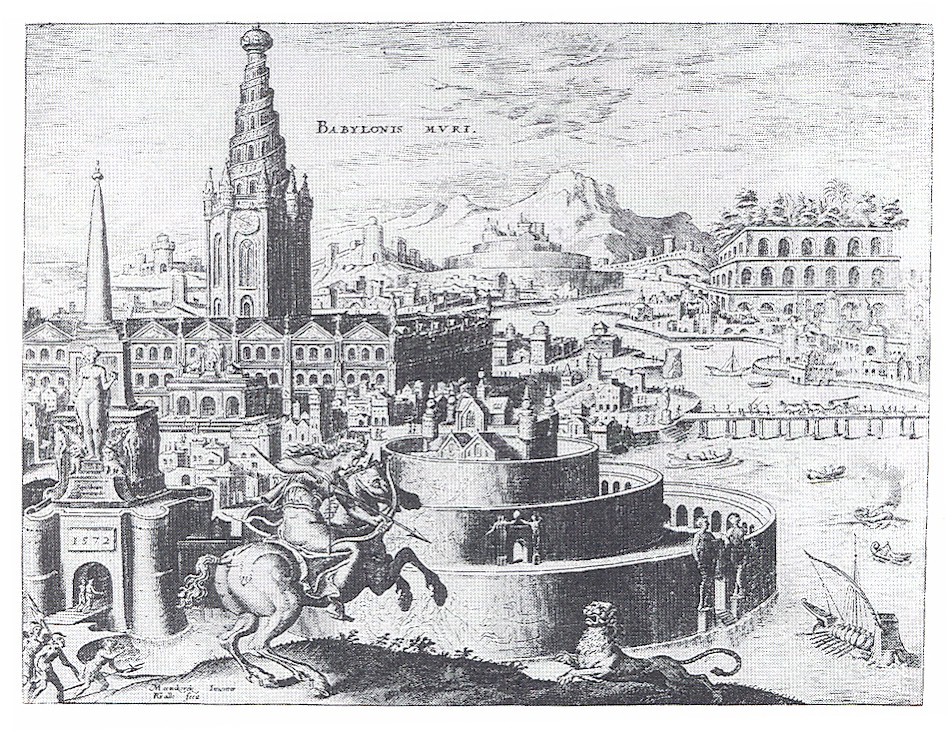
Jardins Suspensos da Babilônia, considerada a reconstrução imaginária mais antiga conhecida a partir de descrições históricas
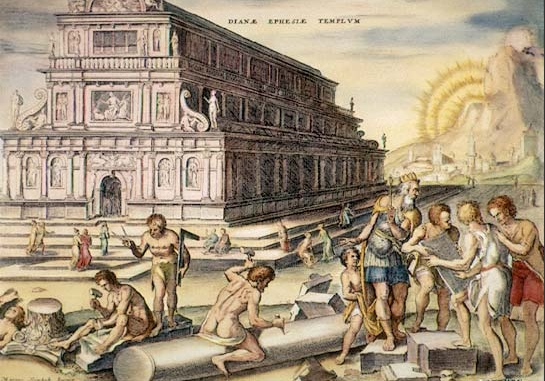
O Templo de Artemis, tem a aparência "antiquada" de Santa Maria Novella em Florença e outras igrejas quattrocentos italianas da geração maneirista.
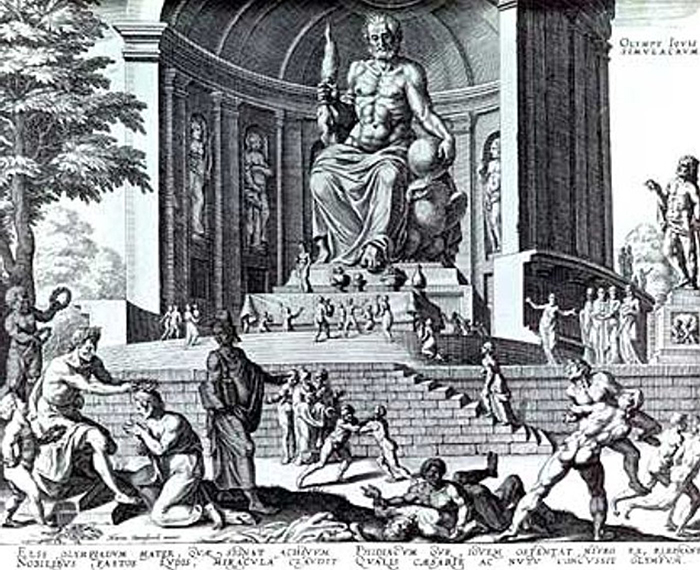
A reconstrução fantasiosa de Phidias 'Estátua de Zeus em Olímpia, gravura por Philip Galle em 1572, de um desenho por Heemskerck
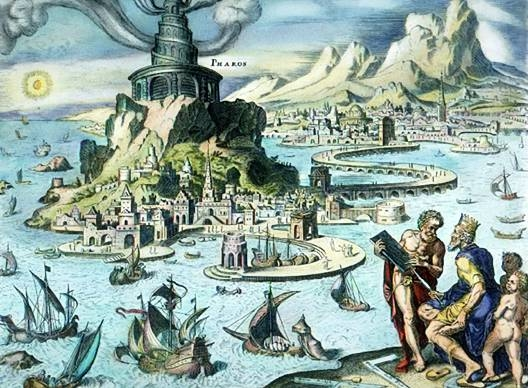
Uma interpretação fantasiosa do século XVI de Faros, ou Farol de Alexandria
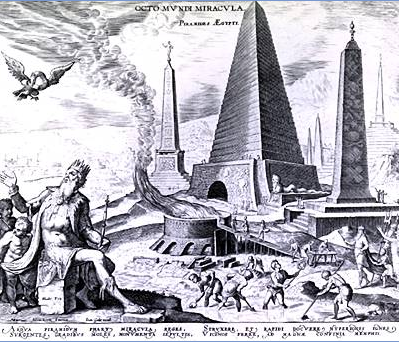
A Grande Pirâmide de Gizé (coleção Bettman)
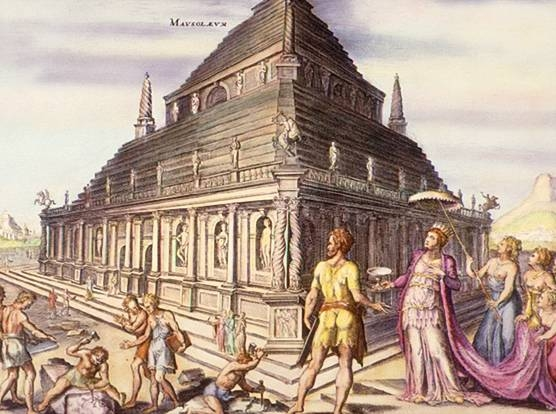
Interpretação fantasiosa do Mausoléu de Halicarnasso, 1572
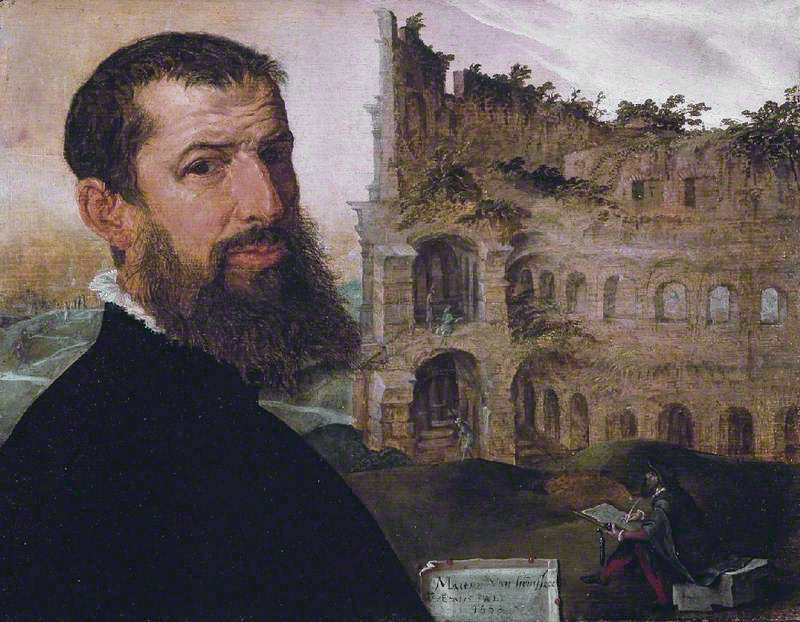
Ele pintou seu autorretrato com o Coliseu.

## Pinturas

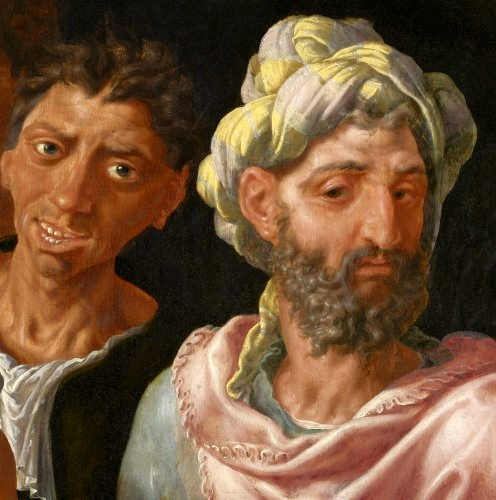
Detalhe do retábulo de Ecce Homo (1544), Museu Nacional, Varsóvia. Expressões exageradas e musculatura robusta criada com relativamente pouca tinta são as principais características do estilo de Heemskerck.

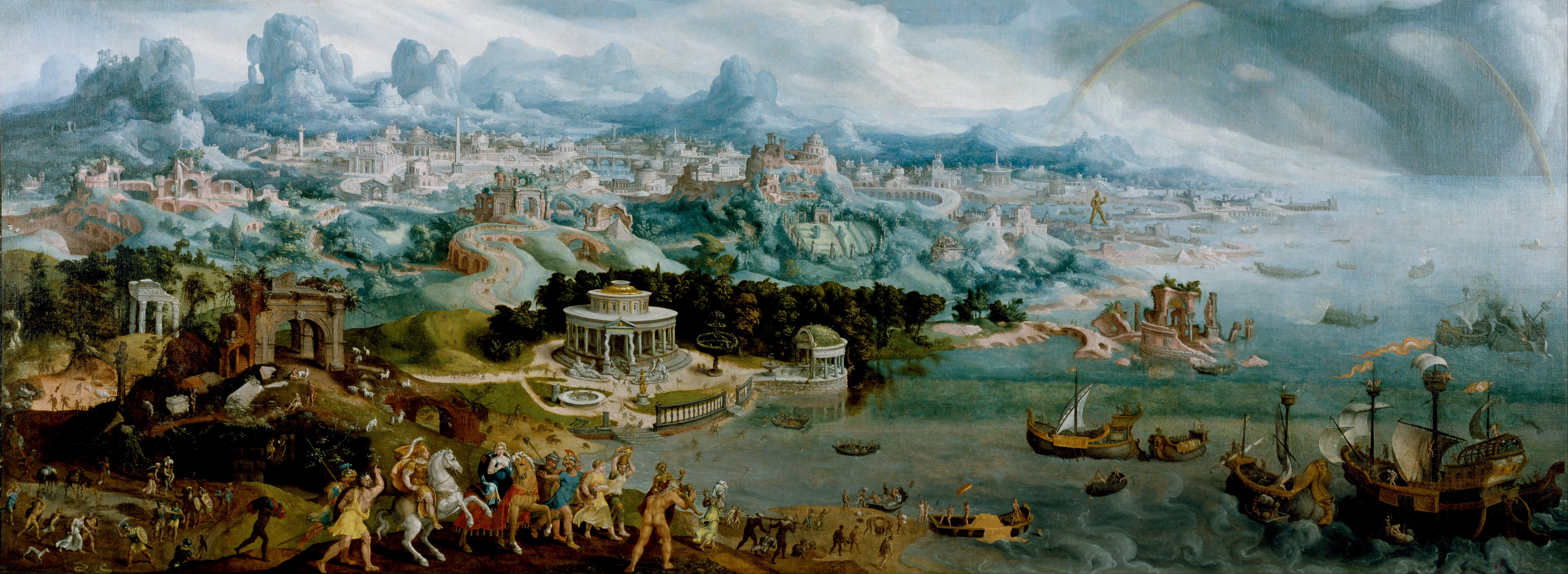
Pintura de van Heemskerck retratando o rapto de Helena, rainha da cidade-estado grega Esparta, por Paris. The Walters Art Museum.

Muitas obras de van Heemskerck sobreviveram. Adão e Eva e São Lucas pintando a Semelhança da Virgem com o Menino na presença de um poeta coroado com folhas de hera e um papagaio em uma gaiola - um retábulo na galeria de Haarlem, e o Ecce Homo no Museu de Belas Artes em Ghent são obras características do período anterior à visita de van Heemskerck à Itália. Um retábulo executado para a Igreja de São Lourenço de Alkmaar em 1539-1543, composto por pelo menos uma dúzia de grandes painéis, que incluindo retratos de figuras históricas, preservados na Catedral de Linköping, A Suécia desde a Reforma, mostra seu estilo após seu retorno da Itália.
Ele pintou uma crucificação para os Riches Claires em Ghent (agora no Museu de Belas Artes de Ghent) em 1543, e um retábulo para a Companhia de Drapers em Haarlem, concluído em 1546 e agora na galeria de Haia. Eles mostram como Heemskerck estudou e repetiu as formas que tinha visto nas obras de Michelangelo e Rafael em Roma, e nos afrescos de Andrea Mantegna e Giulio Romano na Lombardia, mas ele nunca esqueceu sua origem holandesa ou os modelos primeiro apresentado a ele por Scorel e Jan Mabuse.
Em 1550, Heemskerck pintou um grande tríptico, agora desmembrado, cujos restos estão hoje divididos entre o Musée des Beaux-Arts de Strasbourg ( Adão e Eva / Gideão e o Velo ) e o Museu Boijmans Van Beuningen (A Visitação). Ainda em 1551, ele produziu uma cópia da Madonna de Loreto, de Rafael (Museu Frans Hals). Em 1552, ele pintou uma vista de uma corrida de touros dentro do Coliseu de Roma (Palais des Beaux-Arts de Lille). Um julgamento de Momus, datado de 1561, na Gemäldegalerie, Berlim, mostra que ele conhecia bem a anatomia e gostava de arquitetura florida. Dois retábulos que ele terminou para igrejas em Delft em 1551 e 1559, um completo (São Lucas pintando a Virgem), o outro um fragmento, no museu de Haarlem, um terço de 1551 no Museu de Bruxelas, representando o Gólgota, a crucificação, a fuga para o Egito, Cristo na montanha e cenas das vidas de São Bernardo e São Bento, são todos bastante representativos de seu estilo.

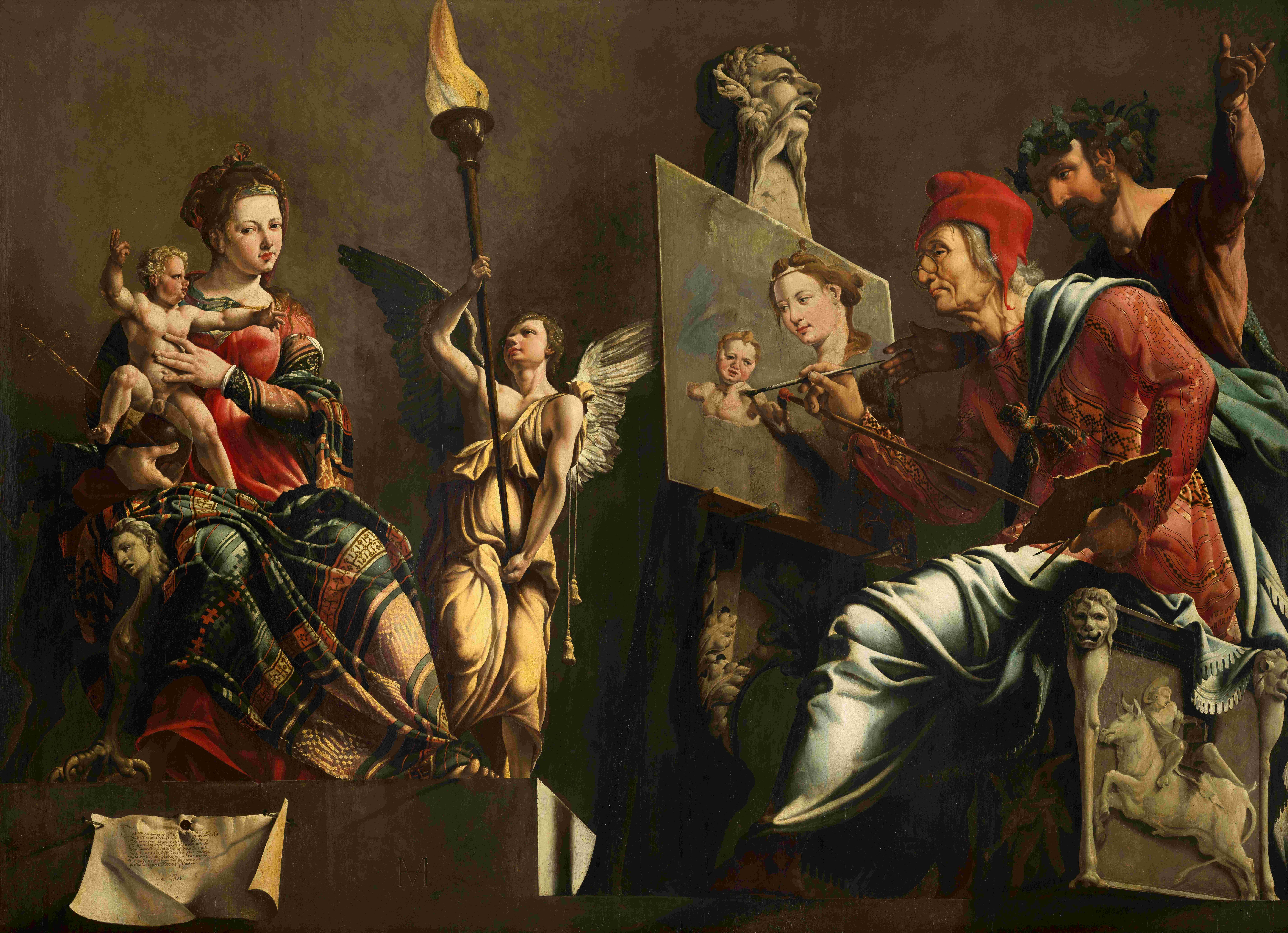
Heemskerck pintou este primeiro retábulo antes de deixar Haarlem para a Itália em 1532. Ele foi cortado e serrado em dois, e desde então foi reunido, mas ainda é curto. O papagaio estava no topo.

Há uma crucificação no Museu Hermitage de São Petersburgo e dois triunfos de Silenus na galeria de Viena. Outras peças de importância variável estão nas galerias de Rotterdam, Munique, Cassel, Brunswick, Karlsruhe, Mainz, Copenhagen, Estrasburgo e Rennes.

### Papagaios

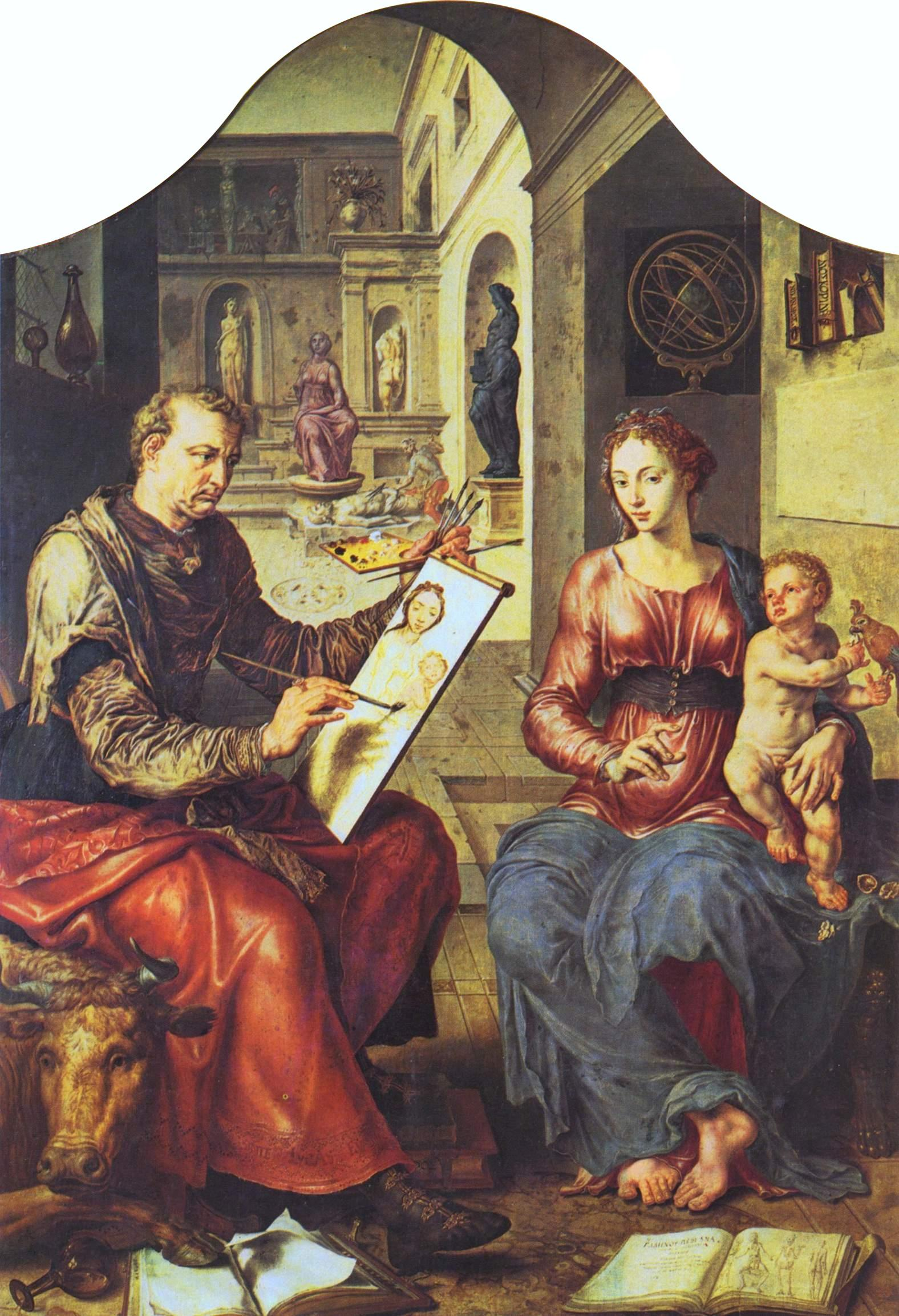
Heemskerck pintou este segundo retábulo depois de retornar da Itália em 1538-40 (Musée des Beaux-Arts, Rennes). Nesta pintura, o papagaio é segurado pelo menino Jesus.

Em sua representação de São Lucas pintando a Virgem, que Heemskerck pintou duas vezes para duas associações de pintores, há alguma confusão na literatura sobre um papagaio. Em ambas as pinturas, ele pintou um papagaio, mas o papagaio em uma gaiola foi serrado da primeira pintura e não é mais visível.

## Morte
Em Amsterdã, ele fez um testamento, que foi preservado. Isso mostra que ele viveu o suficiente e com prosperidade o suficiente para fazer uma fortuna. Quando morreu, ele deixou dinheiro e terras sob custódia para o orfanato de Haarlem, com juros a serem pagos anualmente a qualquer casal que desejasse realizar a cerimônia de casamento na laje de seu túmulo na catedral de Haarlem. Era uma superstição na Holanda católica que um casamento assim celebrado garantiria a paz dos mortos dentro do túmulo.

## Reputação
Heemskerck foi amplamente respeitado em sua própria vida e foi uma forte influência nos pintores de Haarlem em particular. Ele é conhecido (junto com seu professor Jan van Scorel) por sua introdução da arte italiana na Holanda do Norte, especialmente por suas séries sobre as maravilhas do mundo, que posteriormente foram divulgadas como gravuras. Karel van Mander dedicou seis páginas à sua biografia em seu Schilder-boeck.

## Coleções públicas
- Courtauld Institute of Art[12]
- Museum Boijmans Van Beuningen, Rotterdam[13]
- Museum of New Zealand Te Papa Tongarewa[14]
- National Gallery, London[15]
- Rijksmuseum Amsterdam[16]
- University of Michigan Museum of Art[17]